# APOEL B.C.
APOEL B.C. (Athlītikos Podosfairikos Omilos Ellīnōn Leukōsias) es un club de baloncesto chipriota, con sede en la ciudad de Nicosia. Fue fundado en 1947. Compite en la Primera División de Baloncesto de Chipre, la primera competición de su país. Disputan sus partidos como local en el Lefkotheo, con capacidad para 2100 espectadores. Ha sido campeón de la liga de su país en once ocasiones, la última de ellas en 2014.

## Historia
El APOEL Nicosia fue fundado en 1926, pero no fue hasta 1947 cuando se creó la sección de baloncesto. Ganó su primer título importante en 1972, cuando logró la Supercopa de su país, consiguiendo al final de esa temporada, su primera Copa de Chipre. El primer título de liga tuvo que esperar hasta 1976.
Su época más productiva fue la década de los 90, en la que acumularon 4 ligas, 5 copas y 4 supercopas.

## Plantilla
Actualizado: 31 de marzo de 2015

## Palmarés
- Liga de Chipre

Campeón (11): 1975–76, 1978–79, 1980–81, 1994–95, 1995–96, 1997–98, 1998–99, 2001–02, 2008–09, 2009–10, 2013–14
- Copa de Chipre

Campeón (12) (récord): 1972–73, 1978–79, 1983–84, 1985–86, 1990–91, 1992–93, 1993–94, 1994–95, 1995–96, 2001–02, 2002–03, 2015–16
- Supercopa de Chipre

Campeón (11) (récord):  1972, 1976, 1986, 1994, 1995, 1996, 1998, 2001, 2002, 2010, 2014